# Le Messager (série télévisée)
Pour les articles homonymes, voir Le Messager.
Le Messager est une série télévisée jeunesse québécoise en treize épisodes de 25 minutes en noir et blanc diffusée du 30 juin au 22 septembre 1956 à la Télévision de Radio-Canada.

## Synopsis
Les aventures d'un petit télégraphiste.

## Fiche technique
- Scénarisation : Michel Breitman
- Réalisation : Louis-Philippe Beaudouin, Robert Séguin et Jean Valade
- Société de production : Société Radio-Canada

## Distribution
- Robert Boulanger : Marc
- Julien Lippé : L'homme en noir
- Reynald Rompré : Gilles